# 6770 Fugate
A 6770 Fugate (ideiglenes jelöléssel 1985 QR) a Naprendszer kisbolygóövében található aszteroida. Edward L. G. Bowell fedezte fel 1985. augusztus 22-én.